# Juby
Juby（1968年7月31日—），出生
郭美珒，本名郭以樂，東海大學外國語文學系畢業，為湯志偉的妻子，前夫為已故歌手馬兆駿。
郭自幼成長於臺中市，家人從事鞋類製作與買賣，家境優渥一時。爾後，因財務問題致家道中落。婚前，曾任導遊、Pub歌手，努力賺錢，為家人分憂解勞；婚後，隨夫居臺北市，為全職家庭主婦，育有2女1子。

## 家庭
湯志偉和馬兆駿遺孀郭以樂（Juby）交往4年，7月27日在湯52歲生日時登記結婚，19日辦教會婚禮，梅開二度的兩人獲雙方子女祝福。

## 作品

### 綜藝
| 類型       | 節目名稱               | 頻道/單位              |
| 電視主持人 | 《全家哈哈哈》         | 好消息衛星電視台       |
| 廣播主持人 | 《台北wonder land》    | 台北之音               |
| 廣播主持人 | 《馬爺遊樂園》         | 台北之音               |
| 廣播主持人 | 《幸福家油站》         | 佳音廣播電台           |
| 廣播主持人 | 《週末wonder land》    | 佳音廣播電台           |
| 活動主持人 | 台灣世界展望會飢餓三十 | 台灣世界展望會飢餓三十 |
| 活動主持人 | 立法院聖誕晚會         | 政府                   |
| 固定來賓   | 《今晚哪裡有問題》     | 中天電視               |

### 電視劇
| 首播年份 | 電視台 | 劇名             | 飾演角色     |
| 2010年   | 台視   | 《飯糰之家》     | 郭愛祺       |
| 2013年   | 三立   | 《世間情》       | 徐美蘭       |
| 2015年   | 優酷網 | 《孤獨的美食家》 | 咖啡店老闆娘 |
| 2018年   | 公視   | 《失業陣線聯盟》 | 媽媽         |
| 2019年   | 華視   | 《最佳利益》     | 明倫母       |

### 電影
| 上映年份 | 片名           | 飾演角色 | 導演   |
| 2010年   | 《阿輝的女兒》 |          | 辛建宗 |

### 舞台劇
| 首場年代 | 劇名   | 飾演角色 | 劇團     |
| 1984年   | 《戲》 |          | 天藝劇團 |

### 書籍
| 出版日期         | 書名                                    | 作者          | 出版社     | ISBN               |
| 2007年3月9日發行 | 《發光如星(CD)》：有聲書 巫啟賢唱片製作 | 馬兆駿.郭美珒 | 橄欖出版社 | ISBN 9789867344045 |

## 外部連結
- 郭以樂 JUBY的Facebook專頁